# Ogar
Ogar (en serbe cyrillique : Огар) est une localité de Serbie située dans la province autonome de Voïvodine. Elle fait partie de la municipalité de Pećinci dans le district de Syrmie (Srem). Au recensement de 2011, elle comptait 1 040 habitants.
Ogar est officiellement classé parmi les villages de Serbie.

## Histoire
Ogar est mentionné pour la première fois en 1702. Après le départ des Ottomans, la localité fit partie du territoire de Zemun et, à partir de 1745, de celui de la Frontière militaire.

## Démographie

### Évolution historique de la population
| 1948 | 1953  | 1961  | 1971  | 1981  | 1991  | 2002  | 2011  |
| ---- | ----- | ----- | ----- | ----- | ----- | ----- | ----- |
| 932  | 1 030 | 1 157 | 1 119 | 1 096 | 1 111 | 1 143 | 1 040 |

|  |

## Tourisme
L'église Saint-Nicolas d'Ogar remonte à 1747. Endommagé pendant la Seconde Guerre mondiale, l'édifice a été restauré en 1963. Une partie de l'iconostase et des icônes de la fin du XVIIIe siècle et du début du XIXe siècle a été préservée.
Le village conserve une maison remontant au milieu du XVIIIe siècle et inscrite sur la liste des monuments culturels d'importance exceptionnelle de la république de Serbie.

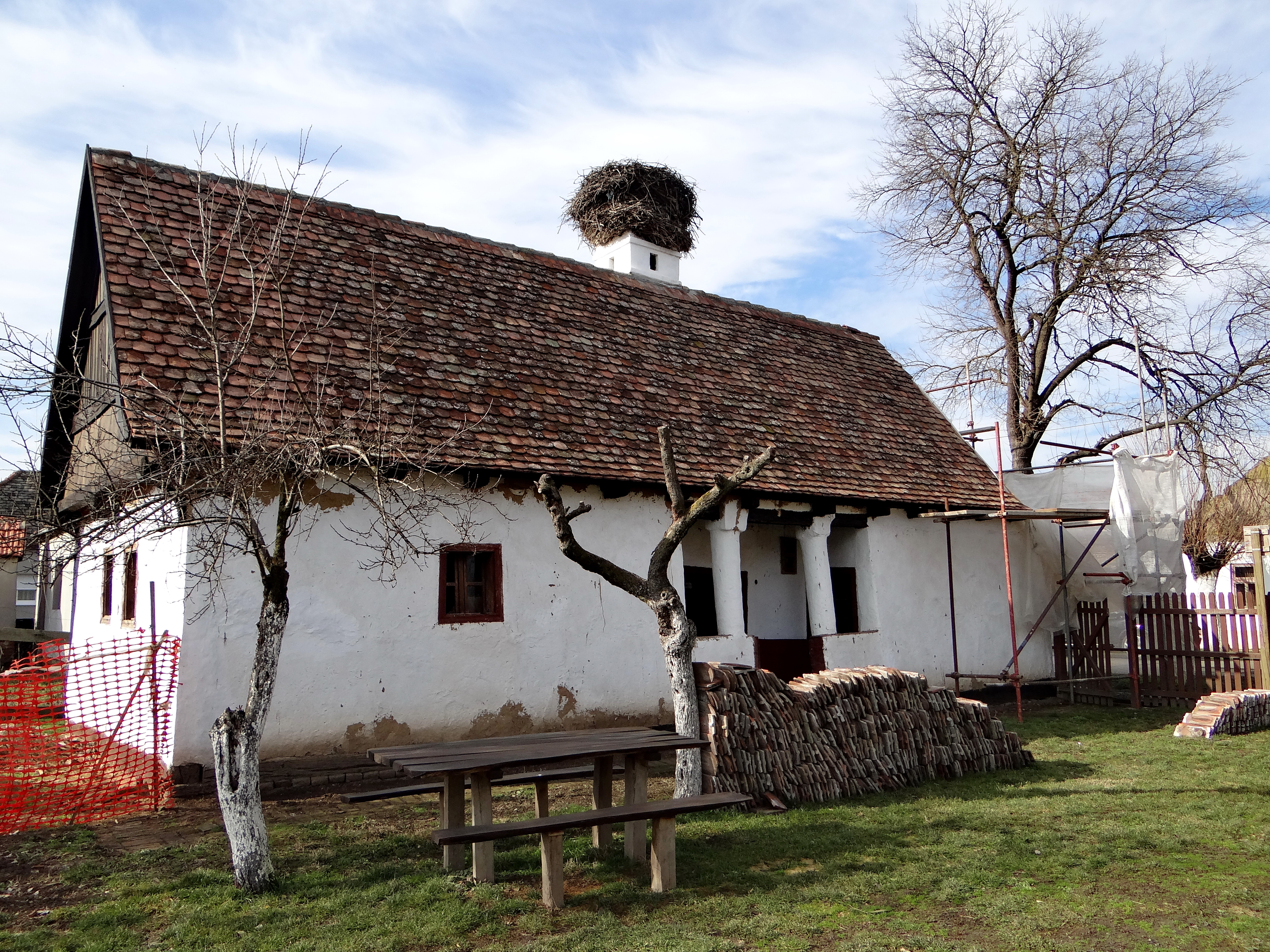
Vieille maison à Ogar
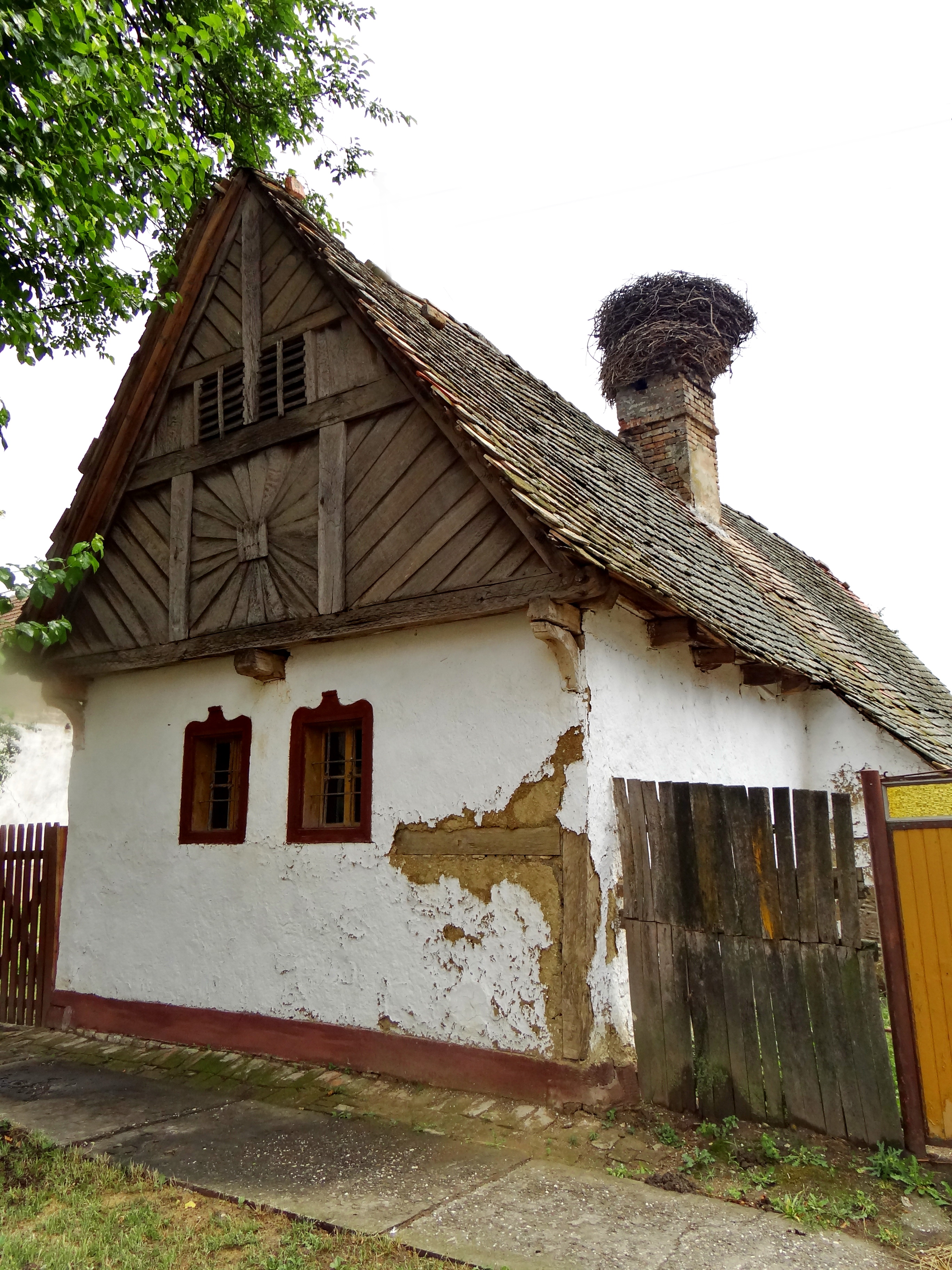
Autre vue de la maison
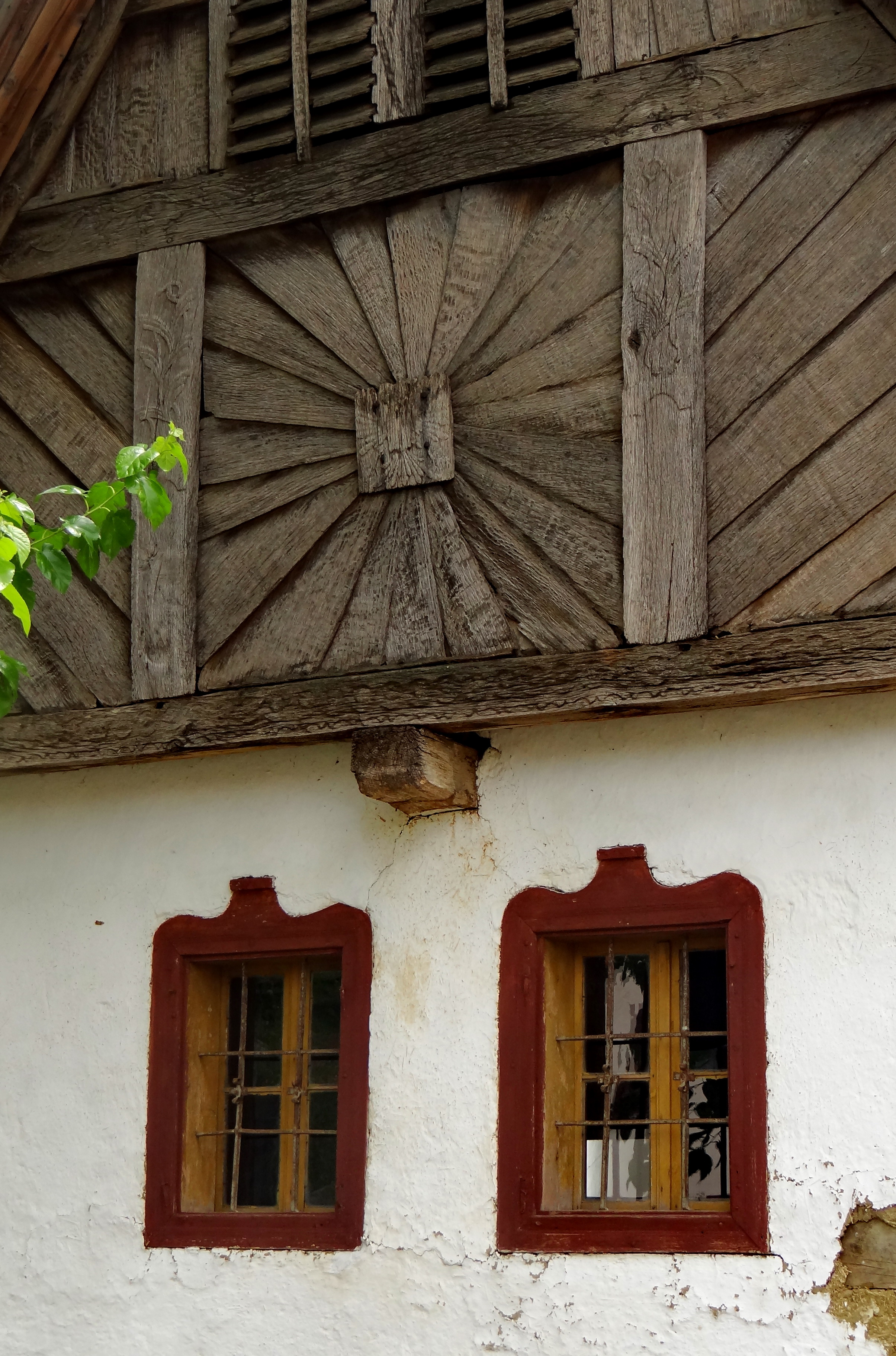
Détail de la maison